# 조반니 파리시
조반니 파리시(이탈리아어: Giovanni Parisi, 1967년 12월 2일~2009년 3월 25일)는 이탈리아의 전직 권투 선수이다. 1988년 하계 올림픽 남자 페더급 종목에서 금메달을 획득한 후 프로 선수로 전향했다. 1992년에는 세계 복싱 기구(WBO) 라이트급 챔피언에 올랐으며 1996년에 WBO 라이트웰터급 챔피언에 올랐다.
2009년 자동차 사고로 사망했으며 2018년에 이탈리아 권투 명예의 전당에 헌액되었다.